# Passiflora miersii
Passiflora miersii är en passionsblomsväxtart som beskrevs av Maxwell Tylden Masters. Passiflora miersii ingår i släktet passionsblommor, och familjen passionsblomsväxter. Inga underarter finns listade i Catalogue of Life.